# Staël von Holstein

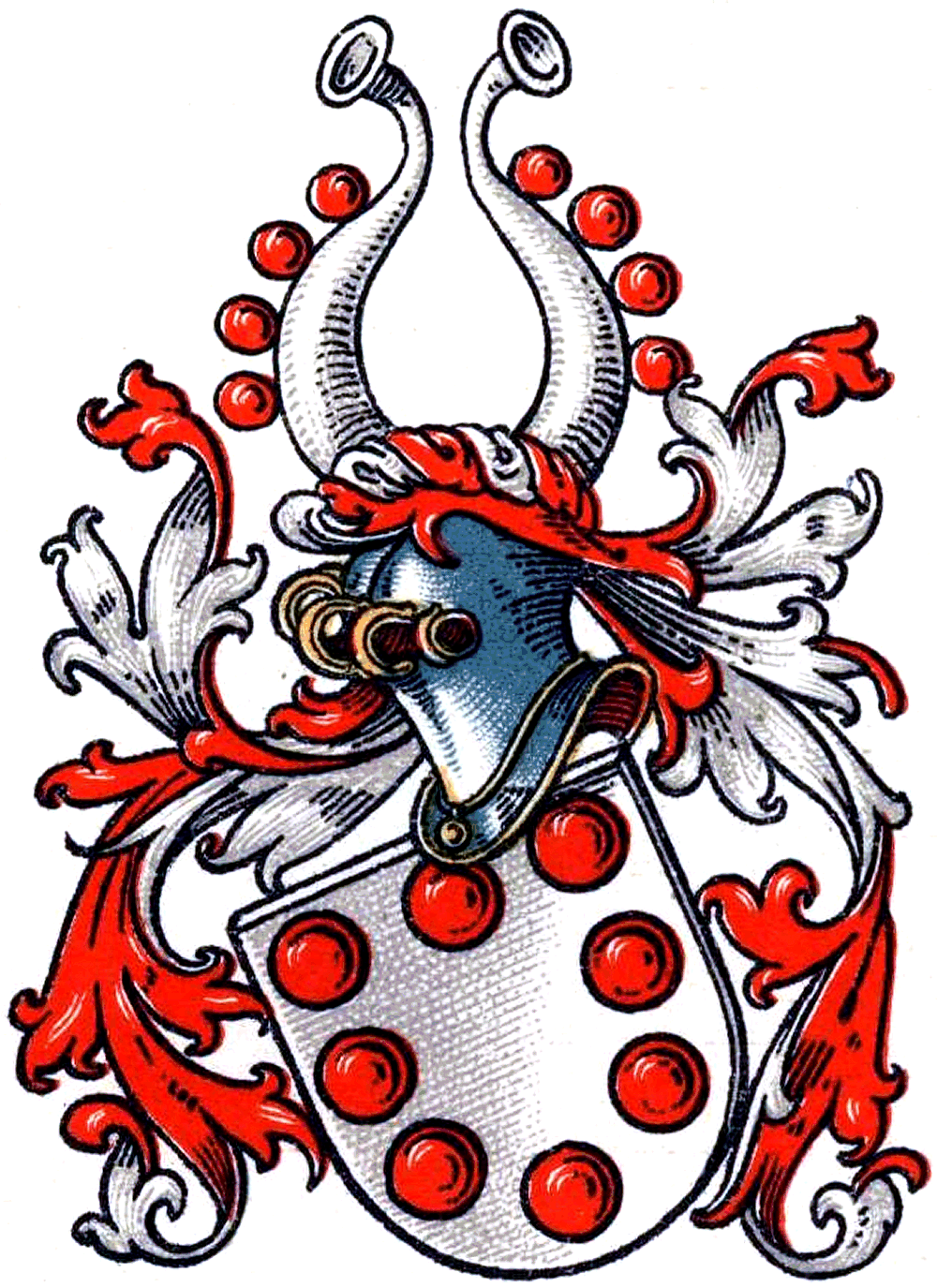
Stammwappen der Staël von Holstein

Staël von Holstein (auch „Stael von Holstein“ „Stail von Holstein“ oder „Stael-Holstein“) ist der Name eines deutschbaltischen Adelsgeschlechts. In ihrem Eigentum standen ursprünglich die Burg Holstein bei Nümbrecht im Oberbergischen Land sowie die Häuser Sülz und Eulenbroich an der Sülz. Ein Teil der Familie siedelte im 15. Jahrhundert ins Baltikum um.

## Geschichte
Im 17. Jahrhundert kam ein Teil der Familie von Livland nach Schweden. Am 14. Oktober 1652 wurde die hier ansässige Familie in das schwedische Adelsregister eingetragen. Seit 20. September 1657 ist sie als Nr. 308 Mitglied im schwedischen Ritterhaus (schwedisch Riddarhuset), der Vertretung des schwedischen Adels. Drei Linien der Familie wurden in den Freiherrenstand erhoben: Otto Wilhelm Staël von Holstein 1719, Georg Bogislaus Staël von Holstein 1731 (erloschen 1763) und Erik Magnus Staël von Holstein 1788. Letztere Linie erlosch in den 1830er Jahren in Frankreich.
Nach der Trennung Estlands und Livlands von Schweden und der Angliederung an Russland 1721 bestanden die dortigen Zweige der Familie in der Estländischen und Livländischen Ritterschaft fort. Der russische Kaiser erhob sie durch einen Ukas 1869 in den Freiherrenstand.

## Wappen
Das Stammwappen zeigt in Silber dem Schildrand folgend acht rote Kugeln. Auf dem rot-silbern bewulsteten Helm mit rot-silbernen Helmdecken zwei silberne, mit außen je vier roten Kugeln geschmückte Büffelhörner.

## Bekannte Familienangehörige
Bekannte Vertreter des Geschlechts waren (chronologisch geordnet):
- Johann Stael von Holstein († 1512), Mitglied des Livländischen Ordens und Vogt von Järvamaa (Jerven)
- Jakob Staël von Holstein (1628–1679), schwedischer Offizier und Landmarschall von Livland
- Johann Staël von Holstein (1636–1703), schwedischer Offizier und Gutsherr in Ingermanland
- Matthias Gustav Stael von Holstein (1666–1720), schwedischer Offizier
- Otto Wilhelm Staël von Holstein (1668–1730), schwedischer Freiherr und Offizier
- Fabian Ernst Stael von Holstein (1672–1730), schwedischer Generalleutnant und Vorsteher der Estländischen Ritterschaft
- Jakob Axel Staël von Holstein (1680–1730), schwedischer Offizier
- George Bogislaus Staël von Holstein (1685–1763), schwedischer Feldmarschall und Gouverneur
- Fabian Ernst Stael von Holstein (1727–1772), deutschbaltischer Politiker und Oberhaupt der Estländischen Ritterschaft
- Erik Magnus Staël von Holstein (1749–1802), schwedischer Freiherr und Diplomat; Ehemann von Anne Louise Germaine de Staël (1766–1817)
- Corfitz Ludwig Staël von Holstein (1753–1819), schwedischer Offizier und Diplomat
- Karl Gustav Stael von Holstein (1761–1816), russischer Offizier
- Anne Louise Germaine de Staël (1766–1817), französische Schriftstellerin
- Joseph Staël von Holstein (1783–1827), österreichischer Generalmajor
- Johann Alexander Staël von Holstein (1798–1868), russischer Offizier
- Berend Fabian Staël von Holstein (1810–1898), russischer Generalmajor
- Otto Wilhelm Staël von Holstein (1834–1902), schwedischer Jurist
- Alexander von Staël-Holstein (1877–1937), estnischer Orientalist, Sinologe und Indologe
- Nicolas de Staël (1914–1955), französischer Maler
- Johan Staël von Holstein (* 1963), schwedischer Unternehmer